# Лузерн (округ, Пенсільванія)
Шаблон:StateAbbr_ 41°11′ пн. ш. 75°59′ зх. д. / 41.18° пн. ш. 75.99° зх. д.
Округ  Лузерн (англ. Luzerne County) — округ (графство) у штаті  Пенсільванія, США. Ідентифікатор округу 42079.

## Історія
Округ утворений 1786 року.

## Демографія
За даними перепису 
2000 року 
загальне населення округу становило 319250 осіб, зокрема міського населення було 254368, а сільського — 64882.
Серед мешканців округу чоловіків було 153795, а жінок — 165455. В окрузі було 130687 домогосподарств, 84304 родин, які мешкали в 144686 будинках.
Середній розмір родини становив 2,95.
Віковий розподіл населення поданий у таблиці:
| Стать    | До 15 років | 15-21 | 22-29 | 30-39 | 40-49 | 50-65 | 65-85 | Понад 85 |
| -------- | ----------- | ----- | ----- | ----- | ----- | ----- | ----- | -------- |
| Чоловіки | 28288       | 14623 | 14314 | 22870 | 23980 | 26260 | 21385 | 2075     |
| Жінки    | 26441       | 13821 | 13440 | 21852 | 23304 | 27317 | 32874 | 6406     |

## Суміжні округи
- Вайомінг — північ
- Лекаванна — північний схід
- Монро — схід
- Карбон — південний схід
- Скайлкілл — південь
- Колумбія — захід
- Саллікан — північний захід

## Виноски
1. ↑  American FactFinder. Бюро перепису населення США. Архів оригіналу за 26 лютого 2012. Процитовано 31 січня 2008.

| США | Це незавершена стаття з географії США. Ви можете допомогти проєкту, виправивши або дописавши її. |